# 1544 aux échecs
| Années des échecs : 1541 - 1542 - 1543 - 1544 - 1545 - 1546 - 1547    |
| Décennies des échecs : 1510 - 1520 - 1530 - 1540 - 1550 - 1560 - 1570 |

Cet article présente les faits marquants de l'année 1544 aux échecs.

## Nécrologie
- Mort vers 1544 : Pedro Damiano[1].